# الیسن تی۴۰
الیسن تی۴۰ (به انگلیسی: Allison T40) یک موتور هواگرد ساختِ کارخانهٔ الیسن انجین در کشور ایالات متحده آمریکا است.